# Шизоміди
Шизоміди (Schizomida) або тартариди — ряд своєрідних дрібних павукоподібних.

## Поширення
Поширені у тропічних і екваторіальних регіонах обох півкуль (в Америці північна межа ареалу доходить до Каліфорнії). Живуть у ґрунті, в скупченнях рослинних залишків, під камінням, в печерах, в лісовій підстилці.

## Опис
Мають розміри тіла всього 2-18 мм завдовжки. Тіло тварин подовжене, черевце веретеноподібне. Педипальпи тартарид потовщені, з гачкоподібними кінцевими члениками, без клешнів; передні педипальпи довші і тонші від інших, виконують дотикальну функцію. Тіло тварини розділене на три відділи: просому (головогруди) з кінцівками і мезосому з метасомою, останні зливаються в черевце. Спинний щит тартарид покриває не всі головогруди: останні два сегменти володіють власними тергітами.
Очей в шизомід немає. Для виконання дотиковий функції використовується передня пара ніг, яка у них сильно подовжена. Тому шизоміди рухаються за допомогою 3 пар кінцівок.
Дихання легеневе і здійснюється за допомогою однієї парою легень.
Видільна система тартарид представлена парою коксальних залоз, що відкриваються в основі першої пари ніг, а також мальпігієвими судинами і нефроцитами.

## Спосіб життя
Вологолюбні, активні в дощову пору. Шизоміди є хижаками. Живляться дрібними комахами та іншими безхребетними. Для захоплення жертви тварина використовує добре розвинені педіпальпи.
Запліднення у тартарид проводиться сперматофорами, зовнішньо-внутрішнє. На задньому кінці тіла тварин розташований короткий хвостовий джгут, який у самців розширений в основі і використовується при спарюванні: під час передачі сперматофора, самка чіпляється за хвостовій джгут педипальпами. Самки тартарид відкладають кілька яєць в земляній камері на глибині 15 см, в якій самиці знаходиться до вилуплення молоді.

## Класифікація
Описано 230 сучасних та 6 викопних види, які відомі з палеоцену. Об'єднані у три родини:
- †Calcitronidae
- Hubbardiidae
- Protoschizomidae